# Anthonie Cornelis Oudemans

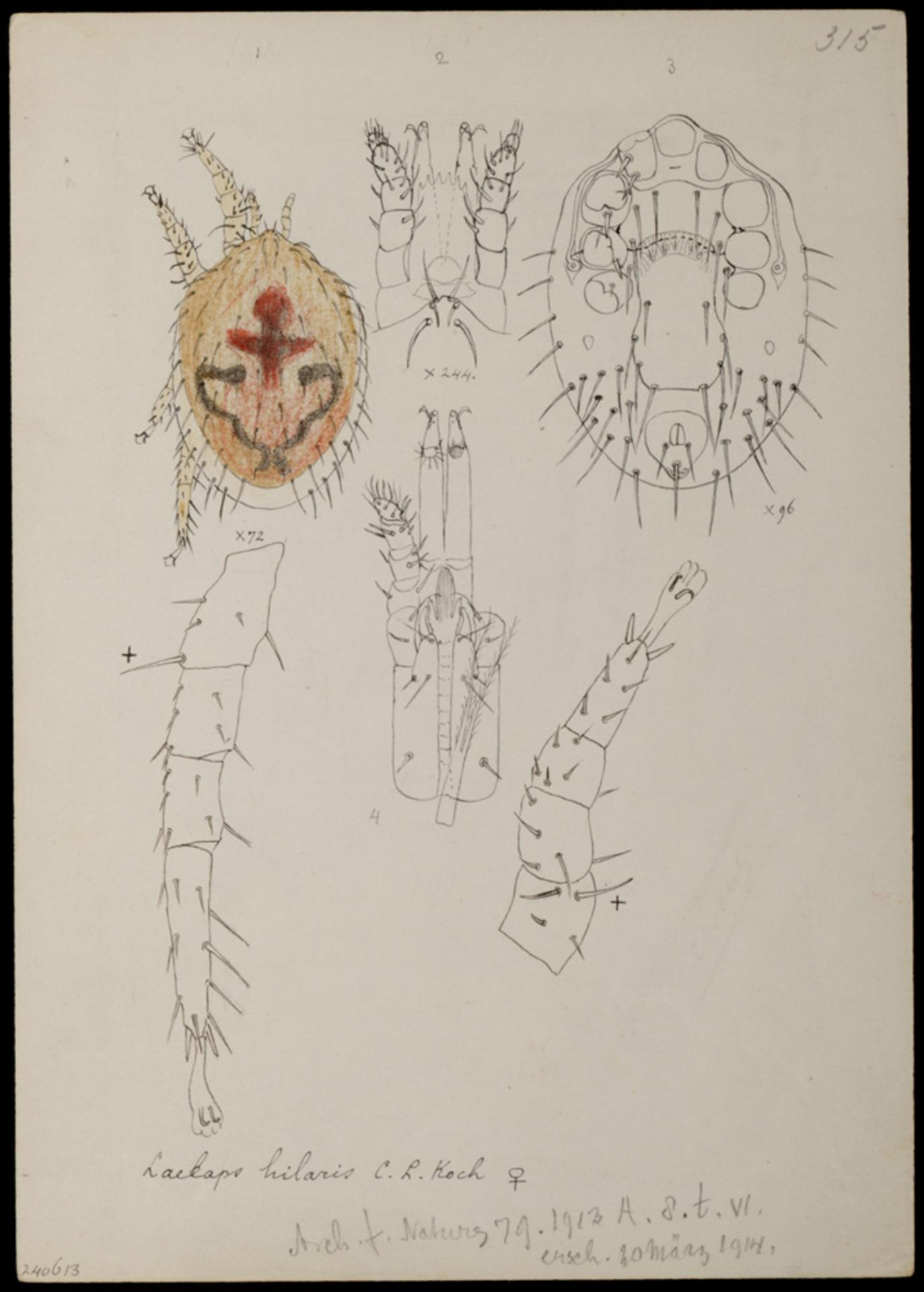
Vrouwelijke mijt Laelaps hilaris Koch door Oudemans, 1913. Oudemans Collectie.

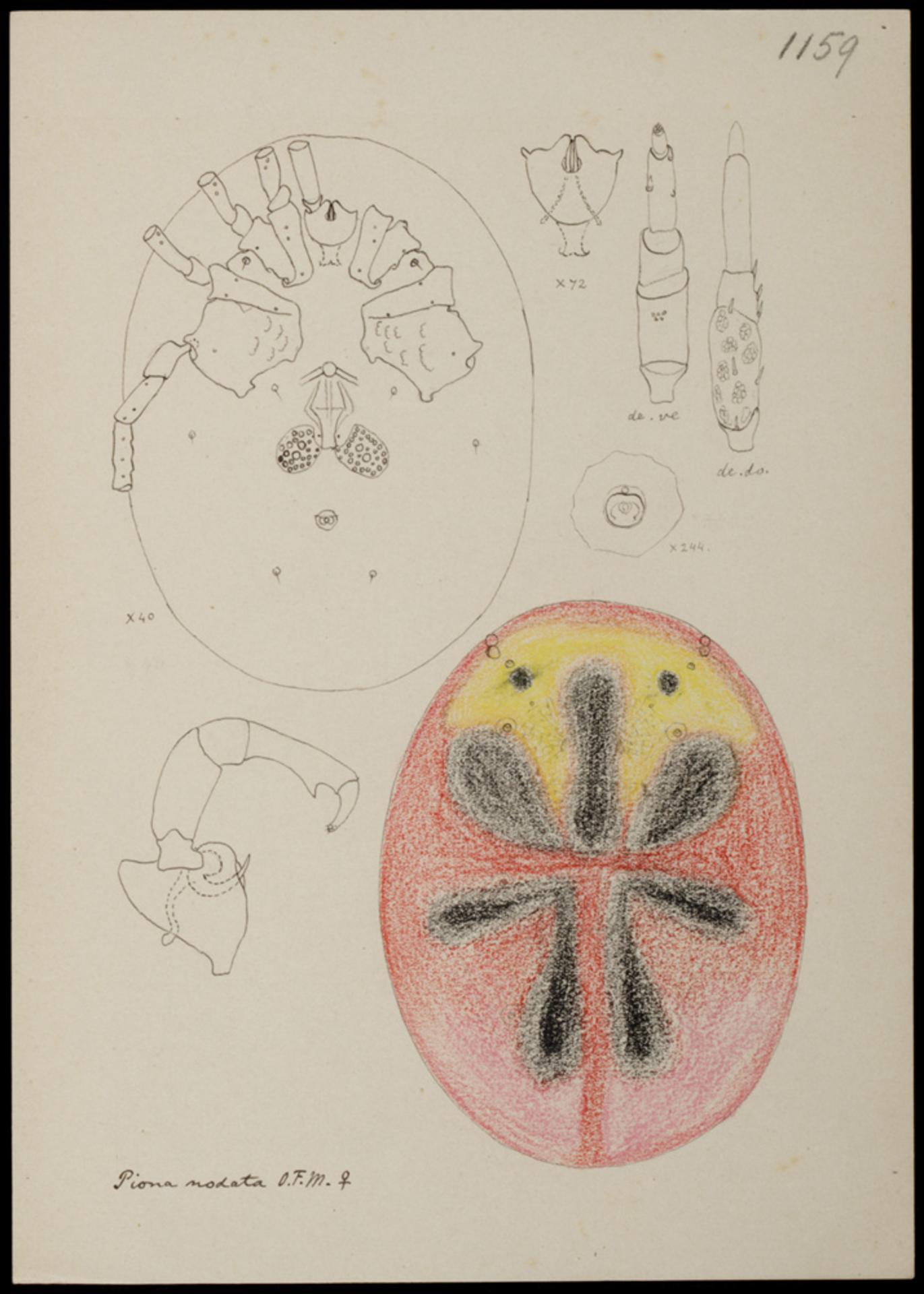
Watermijt. Mogelijk Piona coccinea. Oudemans Collectie.

Anthonie (Antoon) Cornelis Oudemans Jzn (Batavia, 12 november 1858 - Arnhem, 14 januari 1943) was een Nederlandse zoöloog.
Hij werd geboren in Batavia, Nederlands-Indië, als lid van de familie Oudemans en zoon van de astronoom Jean Abraham Chretien Oudemans en de kleinzoon van de pedagoog, dichter en filoloog Antonie Cornelis Oudemans (1798-1874), naar wie hij werd vernoemd. Hij gebruikte vaak het informele patroniem "Jzn" (voor Jeanzoon) in zijn publicaties.
De jonge Oudemans werd in 1871 naar Nederland gestuurd, waar hij de HBS volgde in Arnhem en biologie studeerde in Utrecht. Als student schreef hij al over acarologie (de studie van mijten), waar hij later nog veel publicaties aan zou wijden. Zijn proefschrift ging echter over platwormen. In 1885 werd hij benoemd tot directeur van de Haagse Dierentuin. Hij maakte naam met de ontdekking van een aantal insecten en van een soort van primaten, de kuifmangabey.
In 1892 verscheen de publicatie van Oudemans over de grote zeeslang, een studie van de vele zeeslangrapporten van de oceanen. Oudemans concludeerde dat onder zulke schepselen een voorheen onbekende soort zou kunnen zijn, en gaf het de naam Megophias Megophias. De ontvangst van het stuk werd beschreven als respectvol, maar kil. Bernard Heuvelmans stelde later dat de grote zeeslang de 'missing link' was in de cryptozoölogie.
In 1895 verliet Oudemans Den Haag om biologieles te gaan geven in de stad Sneek. In 1896 werd hij leraar natuurlijke historie aan zijn oude school in Arnhem. Een van zijn leerlingen daar was de latere graficus Maurits Cornelis Escher, met wie hij een goede band opbouwde. Mogelijk vormde dit later nog een inspiratiebron voor Escher, getuige zijn werk Platwormen. Oudemans was in 1887 getrouwd met Helena Johanna van de Velde (1852-1918) en hertrouwde in 1919 met dr. Aletta Amelia Louise Pilgrim (1869-1920); uit beide huwelijken werden geen kinderen geboren.
In 1917 publiceerde hij de Dodo-studies, naar aanleiding van de vondst in 1917 van een gevelsteen met een dodo-beeld uit 1561 in Veere. Hierin doet hij verslag van zijn studie naar de publicaties en afbeeldingen die in de 16e en 17e eeuw over de uitgestorven dodo verschenen zijn.
Oudemans ging in 1923 met pensioen en kon zich toen helemaal aan de studie van de mijten wijden. Hij publiceerde in totaal 584 artikelen, waarvan de meeste over mijten gaan. In 1942 schonk hij het Rijksmuseum van Natuurlijke Historie zijn belangrijke collectie van mijten (de onderklasse Acarina). Deze collectie telt 5.981 specimina (1316 soorten). Na zijn dood werden ook de bijbehorende 2045 tekeningen geschonken aan het museum en beide collecties worden bewaard in Naturalis in Leiden. 
De door Oudemans beschreven mijt Varroa jacobsoni, nauw verwant met Varroa destructor, is naar hem vernoemd.

## Publicaties
Onder meer

- Bijdrage tot de kennis van het bloedvaatstelsel en de nephridia der Nemertinen (1885, ook in het Engels)
- The great sea-serpent: an historical and critical treatise. With the reports of 187 appearances (including those of the appendix), the suppositions and suggestions of scientific and non-scientific persons, and the author's conclusions (acht uitgaven tussen 1892 en 2007)
- Onze flora. Beschrijving van de familiën, voornamste geslachten en soorten der in Nederland in het wild groeiende, verwilderde, verbouwde en aangeplante gewassen, alsmede van eenige fraaie en nuttige midden-europeesche planten (drie uitgaven in 1900, tevens in het Engels)
- Leerboek der natuurlijke historie: leerboek voor a.s. onderwijzers: handleiding bij het onderwijs aan middelbare scholen en gymnasia in Nederland en zijne koloniën, 1903
- e.g., Notes on Acari, Eleventh Series. Tijdschrift voor Entomologie, 46, 93–136, 1903. With three pages illustrations by Oudemans. pdf in the Biodiversity Heritage Library.
- Nova Guinea. Résultats de l'Expédition Scientifique Néerlandaise à la Nouvelle-Guinée en 1903. Acari, 1906. 62 p., 4 platen
- Die bis jetzt bekannten Larven von Thrombidiidae und Erythraeidae mit besonderer Berücksichtigung der für den Menschen schädlichen Arten (drie uitgaven, 1912)
- Dodo-studiën: naar aanleiding van de vondst van een gevelsteen met dodo-beeld van 1561 te Vere (1917, acht uitgaven)
- Beknopte zak- en schoolflora: handleiding tot het gemakkelijk en snel bepalen der in Nederland wildgroeiende, verwilderde en verbouwde planten (1898, twee uitgaven)
- Kritisch historisch overzicht der acarologie (E.J.Brill, Leiden. Ook in het Duits, 10 uitgaven 1926 - 1936)

- Gemeinsame Normdatei: 1024596486
- International Standard Name Identifier: 0000 0000 8262 3105
- Library of Congress Control Number: nr00017240
- Nederlandse Thesaurus van Auteursnamen: 155274767
- Istituto Centrale per il Catalogo Unico: PUVV234856
- Système universitaire de documentation: 194917703
- Virtual International Authority File: 72164985
- WorldCat: E39PBJtrVJg9B6vYcwVgWX4THC